# Émile Léopold Clément
Pour les articles homonymes, voir Clément.
Léopold Émile Clément est né le 5 février 1826 à Nangis (Seine-et-Marne) et mort le 27 juillet 1881 dans le 4e arrondissement de Paris. C'est une personnalité de la Commune de Paris.

## Biographie
Ouvrier chausseur, il fut souvent emprisonné sous le Second Empire en raison de ses activités dans des sociétés secrètes. On le soupçonne d'être devenu un indicateur de la police pour obtenir sa libération.
Il est élu au Conseil de la Commune par le XVIIe arrondissement. Il fait partie de la commission des Subsistances, puis de la commission de Sûreté générale (13 mai). Il vote pour la création Comité de Salut public. Il est arrêté le 19 mai après la révélation de ses activités suspectes sous l'Empire. Après la Semaine sanglante, il se réfugie en Angleterre, puis revient à Paris en 1873. Arrêté il est condamné aux travaux forcés à perpétuité et déporté en Nouvelle-Calédonie. Il revient en France après l'amnistie de 1880 et reprend son métier de cordonnier.

### Notices biographiques
- Jules Clère, Les hommes de la Commune : Biographie complète de tous ses membres, Paris, Libraire-éditeur É. Dentu, 1871, 195 p. (lire en ligne sur Gallica), p. 52
- Paul Delion, Les membres de la Commune et du Comité central, Paris, A. Lemerre éditeur, août 1871, 446 p. (lire en ligne sur Gallica), p. 53-55
- Bernard Noël, Dictionnaire de la Commune, Coaraze, L'Amourier éditions, coll. « Bio », avril 2021 (1re éd. 1971), 799 p. (ISBN 978-2-36418-060-4, ISSN 2259-6976, présentation en ligne), p. 159-160
- « Notice « Clément Émile [Clément Léopold, Émile] » », sur maitron.fr, Le Maitron, dictionnaire bibliographique du mouvement ouvrier et du mouvement social, Association Les Amis du Maitron (consulté le 7 août 2021)
  - « Notice « Clément Léopold, Émile » », Le Maitron (consulté le 7 août 2021)